# Rokometni klub Pomurje
Rokometni klub Pomurje je slovenski rokometni klub iz Murske Sobote. Njegova domača dvorana je športna dvorana Osnovne šole III. Trenutno igra v  2. DRL, kar je tretja slovenska liga. 